# 랠프 에드워즈

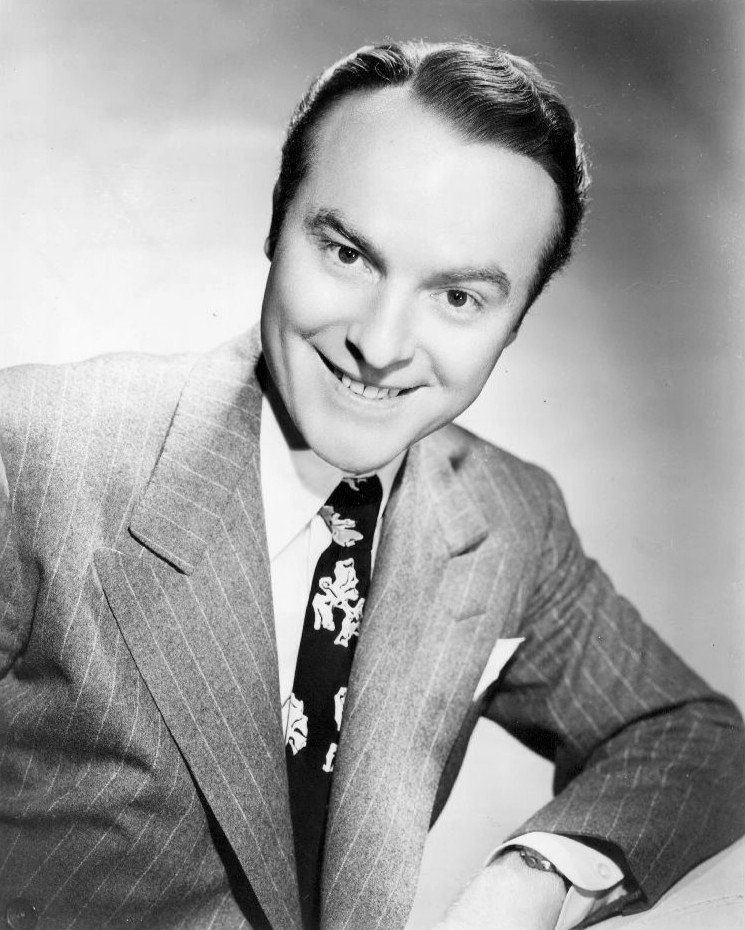

랠프 에드워즈(Ralph Edwards, 1913년 6월 13일 ~ 2005년 11월 16일)는 미국의 TV 사회자, 라디오 DJ, 영화배우이다.
콜로라도주에서 태어났으며 로스앤젤레스에서 사망하였다. 사인은 심부전이다.  포리스트 론 메모리얼 파크에 매장되었다.

## 영화
- 스파인 팅글러! 더 윌리엄 캐슬 스토리 (2007년)
- 크라이 투마로우 (1955년)
- 비터 더 밴드 (1947년)
- 맨하튼 메리-고-라운드 (1937년)